# Imperio purépecha
El Imperio purépecha, Estado Tarasco o Señorío Tarasco (en purépecha, Iréchekua Ts'intsúntsani) fue un imperio del México precolombino, que abarcaba una extensa área geográfica del actual estado mexicano de Michoacán, partes de Jalisco, sur de Guanajuato, Guerrero, Querétaro, Colima y Estado de México. Es famoso por ser junto con Tlaxcala, uno de los pocos pueblos que los mexicas nunca pudieron someter, a pesar de haberlo intentado múltiples veces en distintas guerras tarasco-mexicas. En el momento de la conquista del Imperio Mexica era el segundo estado más grande de Mesoamérica. Su gobierno era monárquico y teocrático y como la mayoría de las culturas prehispánicas, los purépechas eran politeístas.

## Introducción
El estado purépecha fue fundado cerca del inicio del siglo XIV y perdió su independencia ante los españoles en 1522, brevemente subsistió más allá como un reino vasallo de la Corona española hasta la muerte del último irecha en 1530 a manos de Nuño de Guzmán. Los habitantes del imperio eran en su mayoría purépechas, pero también se incluían otros grupos étnicos como los nahuas, otomíes, matlatzincas y chichimecas. Estos grupos étnicos fueron asimilados gradualmente por el grupo mayoritario.
El estado estaba constituido por una red de sistemas tributarios y poco a poco se fue centralizando bajo el control del gobernador del estado al que se llamó irecha. La capital purépecha se encontraba en Tzintzuntzan a orillas del lago de Pátzcuaro, en Michoacán; según la tradición oral purépecha había sido fundada por el primer irecha Tariácuri y dominada por su linaje, los Uacúsecha ('águilas').
El estado tarasco fue contemporáneo y enemigo del Imperio mexica, contra el que luchó muchas veces; bloqueó la expansión de aquella nación hacia el oeste y suroeste, y, a través de una serie de fortificaciones, protegían sus fronteras; lo que dio lugar, posiblemente, al desarrollo del primer estado verdaderamente territorial de Mesoamérica y Aridoamérica. Entre 1476 y 1477 los tarascos derrotaron a los mexicas comandados por el tlatoani Axayacatl y lograron invadir su territorio en numerosas ocasiones, teniendo éxito en varias de ellas y conquistando importantes ciudades como Xicotitlán, Tollocan y Oztuma.

## Controversia entre 'purépecha' y 'michoacano'

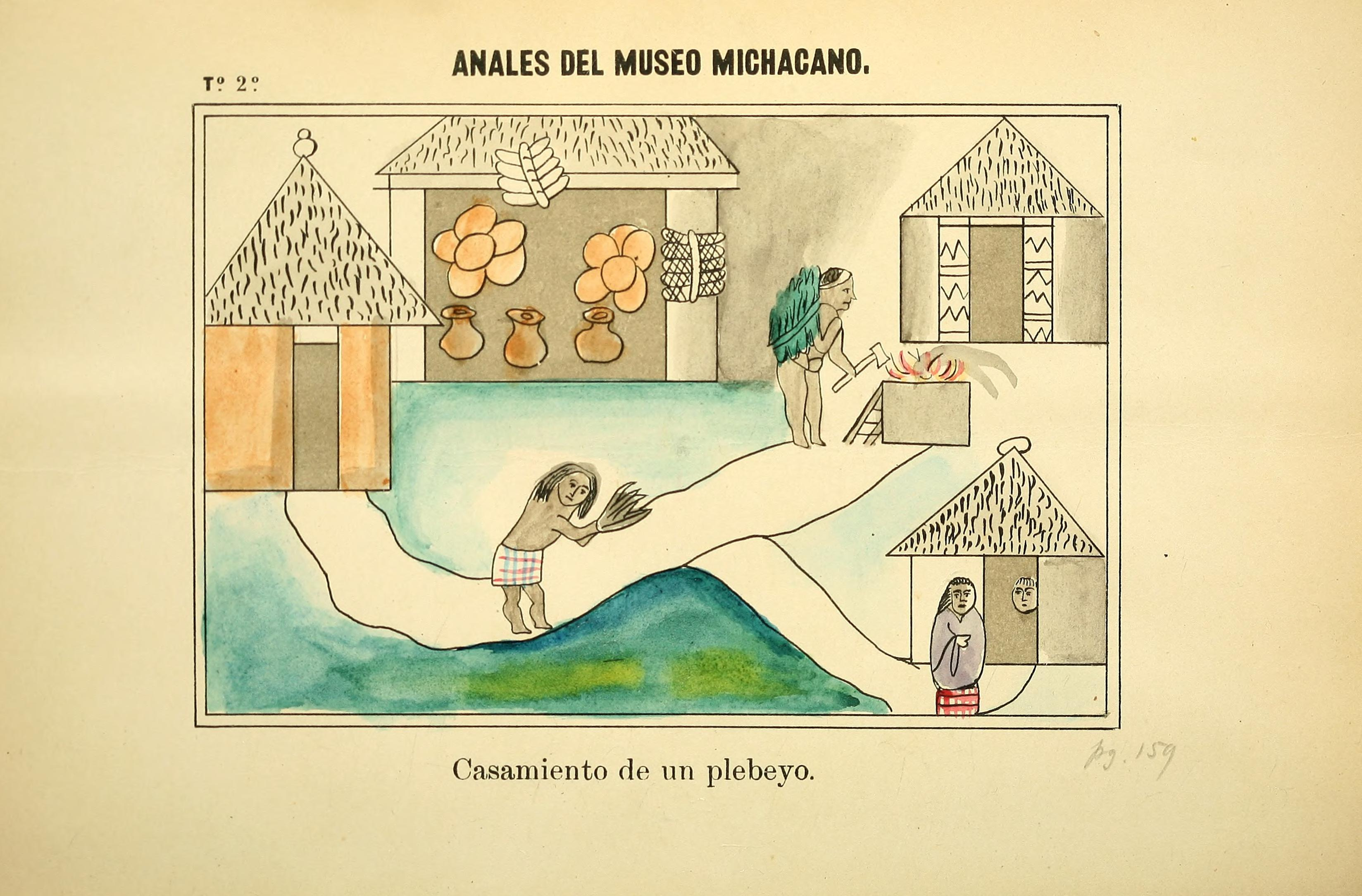
Copia de la lámina que ilustra el capítulo "De la manera que se casaba la gente baja", o maceguales/purépecha. Relación de Michoacán, Lámina 38.

Ríos de tinta han corrido sobre uno de los enigmas más concurridos del pasado prehispánico michoacano: el gentilicio del grupo étnico mayoritario en Michoacán al momento de la llegada de los españoles. A esto hay que agregar que el Michoacán antiguo fue un territorio de una gran diversidad étnica y cultural, donde coexistieron pueblos de diferente parcialidad y lengua, por lo que en cada pueblo, etnia, e incluso linajes de la misma filiación lingüística, fueron nombrados y nombraron con diferentes vocablos a otros grupos humanos. 
- El término michoacano surge en el siglo XVI del náhuatl michhuahqueh, con el que se les hacía referencia a los habitantes de la zona del lago de Pátzcuaro, ya que significa «habitantes del lugar donde abundan los peces»; los nahuas también conocieron a los purépechas como quaochpanme, «hombres de cabeza rapada, o raída», probablemente por el rango militar de los valerosos cuachic, reconociendo el valor guerrero.
- El término Animaxe era el topónimo con el que los mazahuas conocían a Michoacán, su significado es «lugar de águila», relacionado con los uacúsecha.
- Las palabras ho hohuí o huehohuí, que significa «el guerrero», y hueninche o hue ninche, «el águila», fueron los gentilicios usados por los pirindas-matlatzincas para nombrar a los purépecha.
- La palabra amanthâhi o amandâhŷ, es el gentilicio que le dieron los otomíes a los purépecha, se traduce como «pueblo del viento».
- La palabra purépecha quiere decir gente común en la lengua homónima y designa al segmento más numeroso de la población prehispánica del estado tarasco, así como también refiere a los hablantes actuales del pꞌurhé. Fue traducida como «macegual», «plebeyo», «gente común», o «persona».
- La palabra tarasco se ha propuesto que proviene del vocablo Tarhásku que significa yerno o suegro en lengua purépecha, que así llamaban los conquistadores a los purépechas de manera burlona, por lo que ese vocablo podría ser despectivo.
- El término uacúsecha, que significa «águilas» en purépecha, se utilizó en el siglo XVI para referirse a los pueblos fundadores del estado purépecha.[1]

Habitualmente se utiliza el término tarasco para referirse a dicho grupo cultural durante la época prehispánica y purépecha para la época contemporánea. El gentilicio reivindicado por los habitantes de las comunidades indígenas actuales es purépechas.

## Geografía y área de ocupación

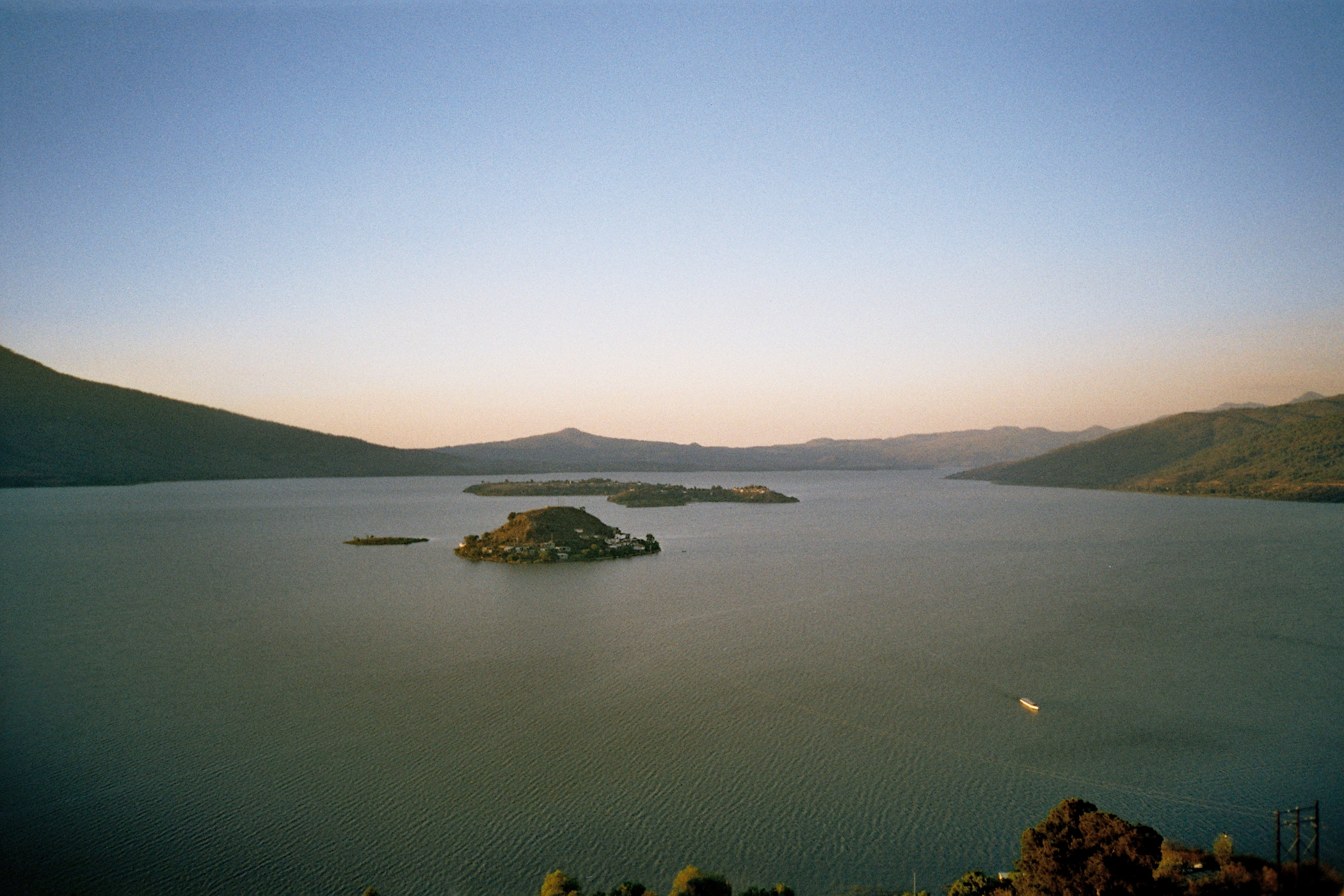
Lago de Pátzcuaro

El territorio que conformaba el estado purépecha es parte de la zona volcánica transversal, y se ubica en su prolongación occidental, entre dos grandes ríos: el Lerma (perteneciente a la zona áridoamericana) y el Balsas. Sin embargo, el estado purépecha se centraba en la cuenca del lago de Pátzcuaro. Incluía zonas de clima templado, subtropical y tropical, que están dominadas por montañas volcánicas del Cenozoico y sistemas lacustres por encima de dos mil metros de altitud, aunque también incluye zonas más bajas como las regiones costeras del suroeste. Los tipos de suelos más comunes en la meseta central son volcánicas jóvenes o andosoles, luvisoles y los menos fértiles acrisoles. La vegetación es conformada principalmente por pinos, pino-encinos y abetos. La ocupación humana se ha centrado en las cuencas de los lagos, que son abundantes en recursos. En el norte, cerca del río Lerma, hay recursos como la obsidiana y fuentes termales.

## Historia del estado purépecha

### Evidencia arqueológica
El área purépecha ha estado habitada al menos desde principios del período Preclásico. Existe evidencia de sociedades agrícolas tempranas desde antes del 1800 a. C. como la cultura hacedora de tumbas de "el Opeño". Las fechas más tempranas de radiocarbono en los sitios arqueológicos del preclásico caen alrededor del año 1800 a. C. y la cultura del preclásico más conocida en Michoacán es la cultura Chupicuaro que, se considera, habitaron entre el 800 a. C. al 100 d. C. La mayoría de los sitios chupícuarenses se encuentran en la cuenca del lago de Cuitzeo.
Se ha encontrado influencia de Teotihuacán en manifestaciones como la arquitectura monumental, la cerámica del período clásico.

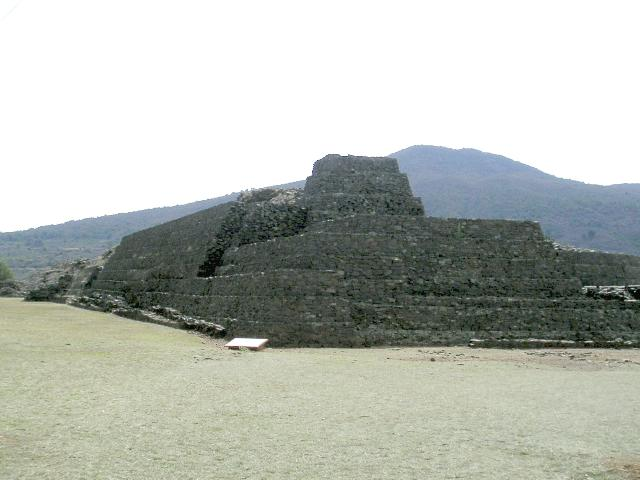
El sitio arqueológico de Tzintzuntzan, capital del imperio.

### Fuentes etnohistóricas

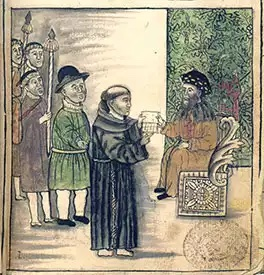
Fray Jerónimo de Alcalá entregando el manuscrito al virrey Antonio de Mendoza1, Relación de Michoacán, Lámina 1

### Fundación y expansión

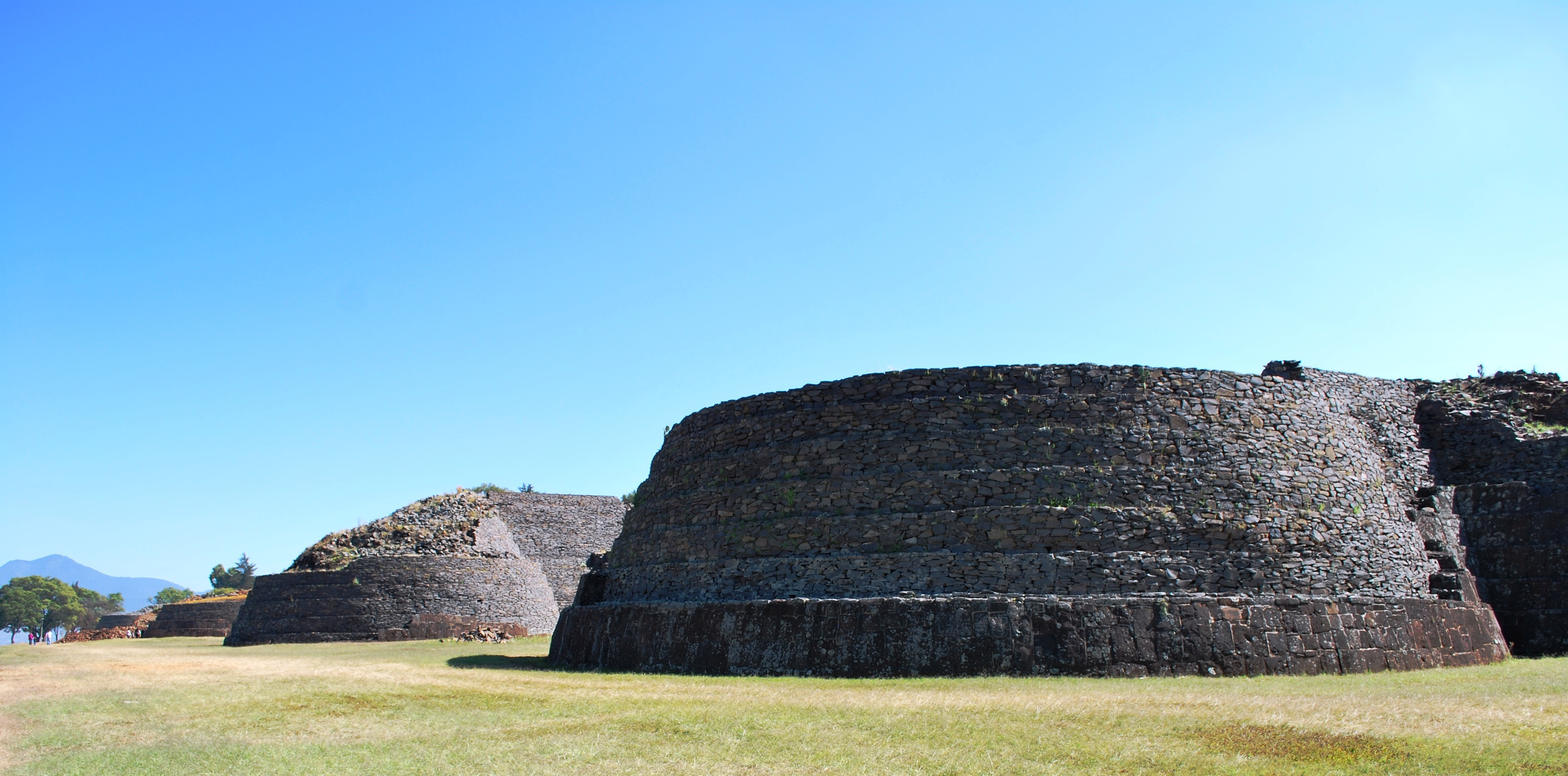
Ruinas de las yácatas de Tzintzuntzan.

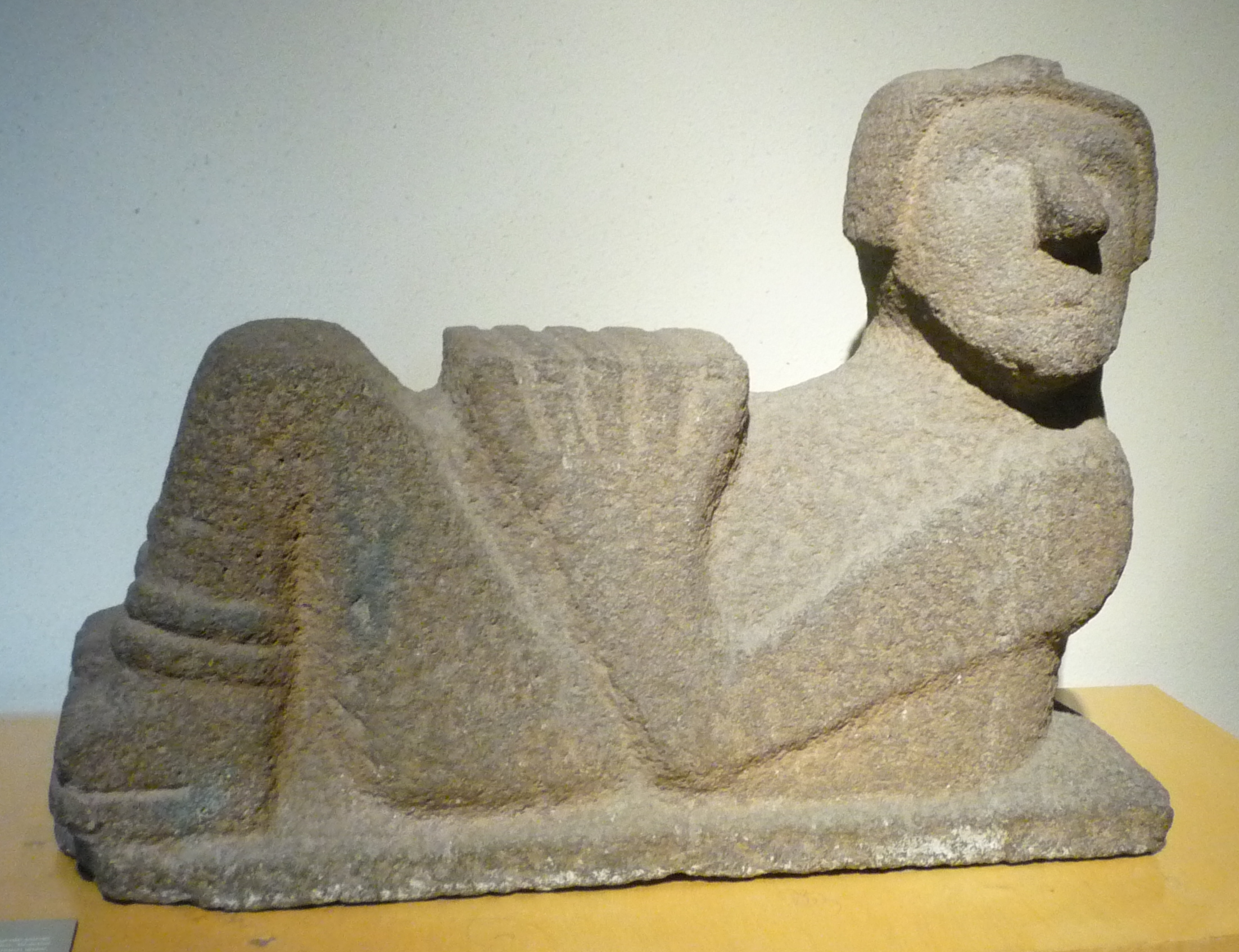
Chaac Mool tarasco exhibido en la Sala Culturas del Occidente en el Museo Nacional de Antropología e Historia de la Ciudad de México.

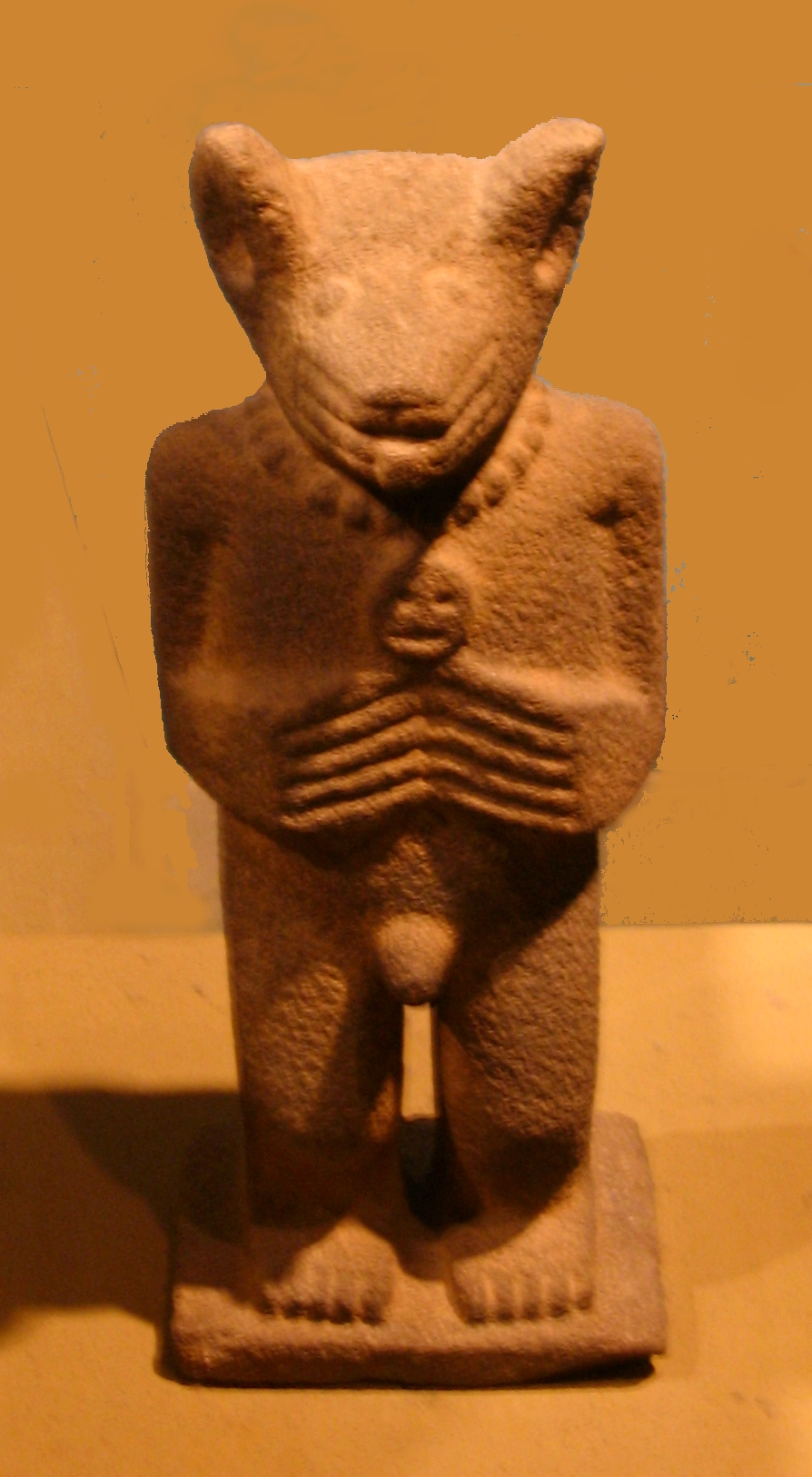
Escultura prehispánica tarasca que representa un hombre-coyote.

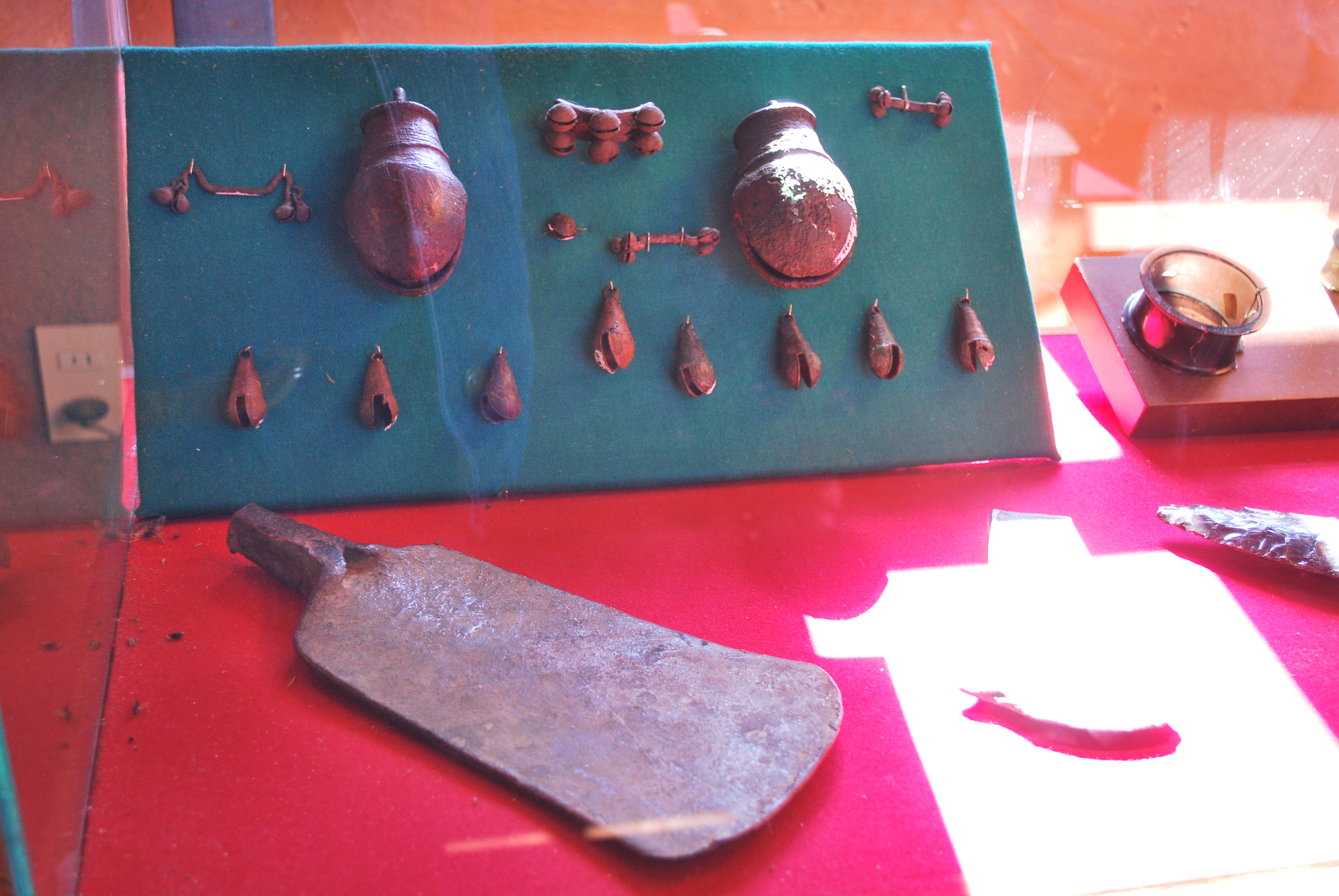
Herramientas y cascabeles de cobre en el museo de sitio de Tzintzuntzan.

### El Consejo supremo del Estado tarasco prehispánico

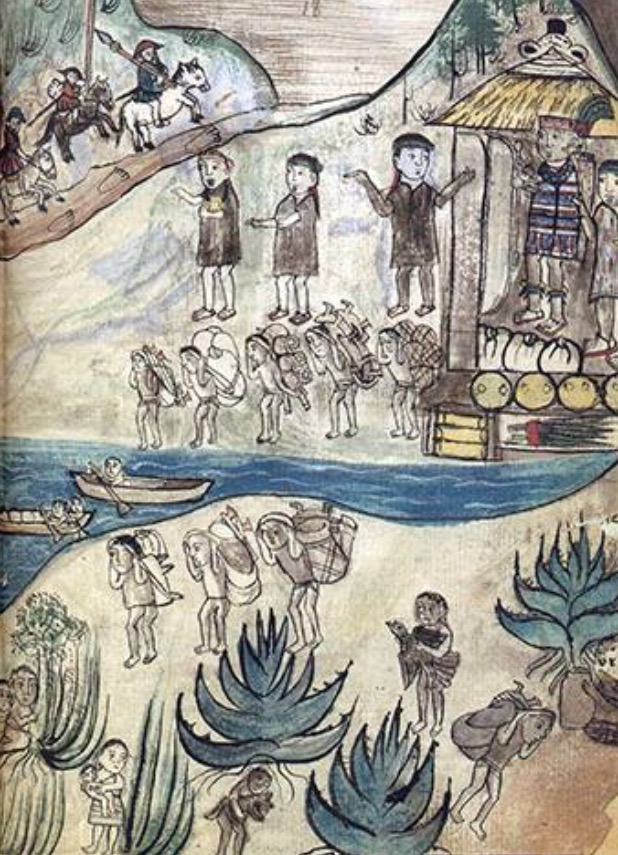
Llegada de los españoles a Tzintzuntzan, la capital tarasca, en 1522. Relación de Michoacán, Lámina 44.

### Caída del estado tarasco

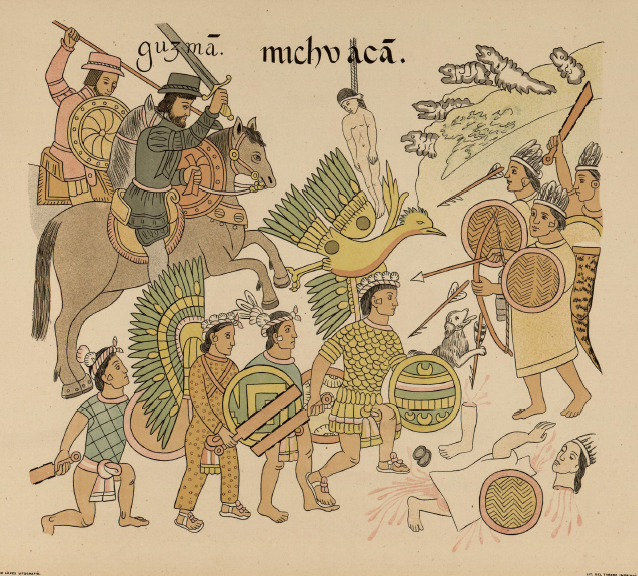
Paso de Nuño de Guzmán por Michoacán durante la conquista de la Nueva Galicia en 1529. Lienzo de Tlaxcala.

## Dioses

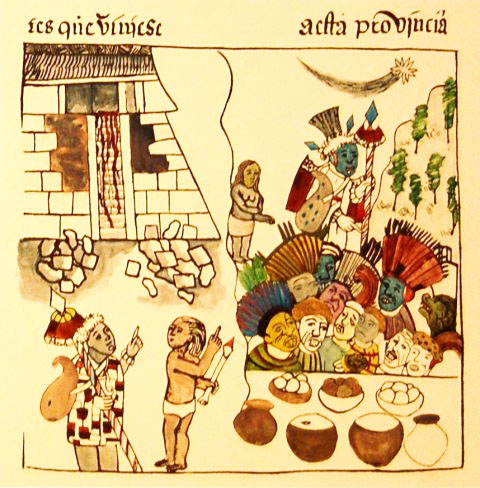
El capítulo titulado "De los agüeros que tuvo esta gente y sueños, antes que viniesen los españoles a esta provincia", menciona una serie de portentos que anunciaron la llegada de los españoles. Estos malos presagios se representaron como cometas, temblores, y un concilio de todos los dioses purépechas. Relación de Michoacán, Lámina 42.